# Прогресс МС-20
Прогресс МС-20 — космический транспортный грузовой корабль (ТГК) серии «Прогресс», запущенный и пристыковавшийся к МКС 3 июня 2022 года со стартового комплекса «Восток» космодрома Байконур по программе 81-й миссии снабжения Международной космической станции. Это был 173-й полёт космического корабля «Прогресс». Корабль провёл в стыковке 248 дней 15 часов и 55 минут во время работы экспедиции 67 и экспедиции 68 на борту МКС.

## Стыковка с МКС
После старта, корабль сблизился с МКС по сверхбыстрой двухвитковой схеме за 3,5 часа и пристыковался в автоматическом режиме к модулю «Звезда» в 16:01 мск (13:01 UTC).

## Завершение полёта
Расстыковка с МКС проведена 7 февраля 2023 года в 7:56 мск (4:56 UTC) и спустя несколько часов корабль был сведён с орбиты.

## Груз
Корабль доставил 2517 кг грузов: 599 кг топлива, 420 л воды, 40 кг азота и 1458 кг оборудования и материалов в грузовом отсеке. Важным грузом стал российский 3D-принтер для невесомости, а также «секретный» подарок для экипажа российских космонавтов: гитара.